# Vollmaske

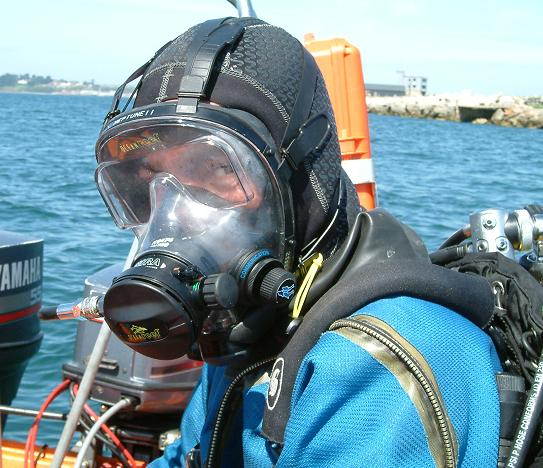
Taucher mit Vollmaske Neptune II der Firma Ocean Reef

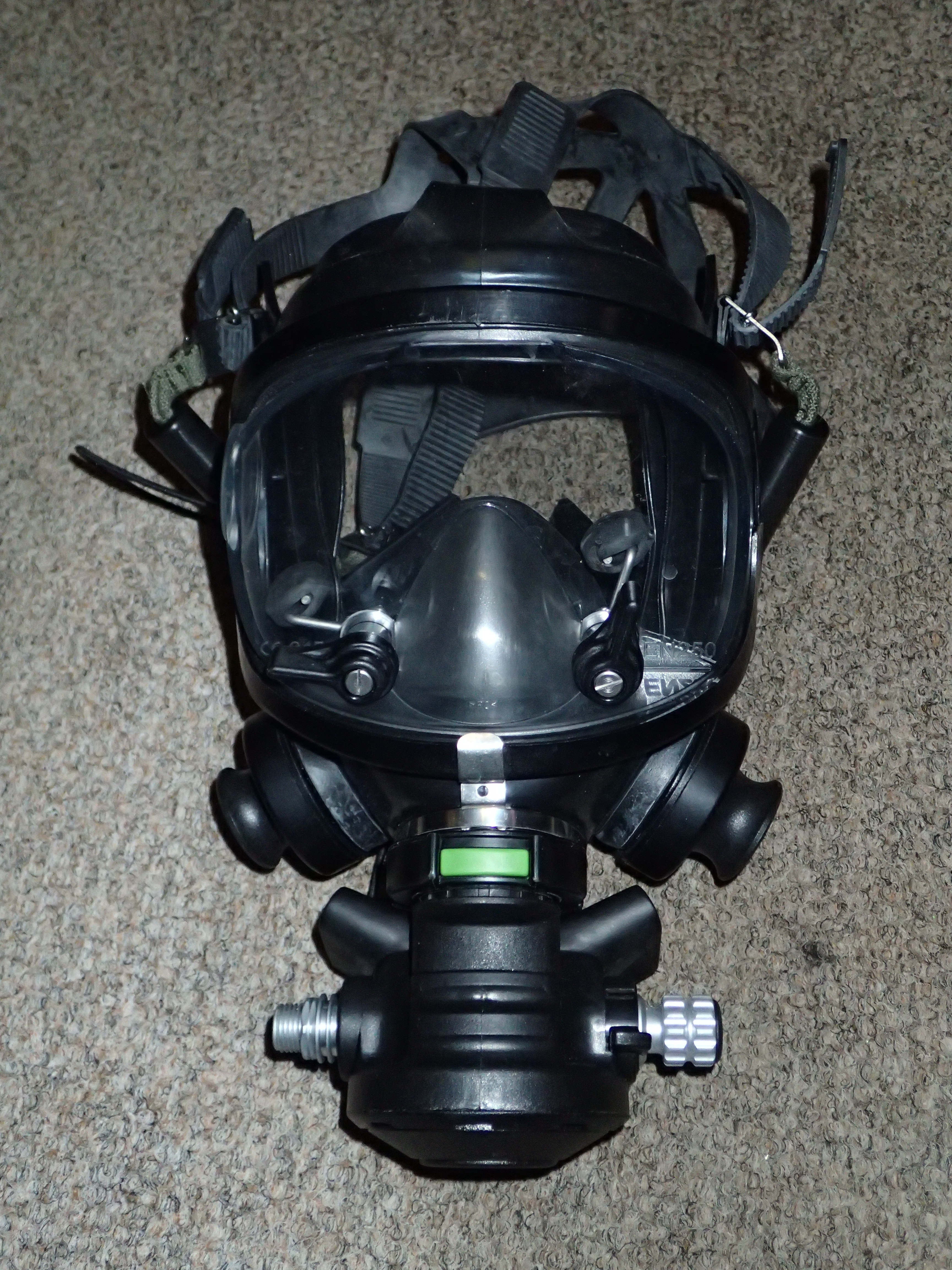
Vollmaske Panorama dive der Firma Dräger

Die Vollmaske oder Vollgesichtsmaske ist eine spezielle Form der Tauchmaske.
Im Gegensatz zur regulären Tauchmaske, die nur Nase und Augen umfasst, bedeckt die Vollmaske das ganze Gesicht und schützt so vor Umwelteinflüssen. Der Atemregler ist in der Regel an der Maske befestigt. Spezielle Vorrichtungen zum Druckausgleich über die Nase sind bei den meisten Masken vorhanden. Innenmasken oder Spülluft verhindern weitgehend das Beschlagen der Sichtscheibe. Auch die Kommunikation über Sprechfunk wird so ermöglicht, die Wechselatmung allerdings erschwert oder ohne Oktopus unmöglich gemacht. Die Aufteilung der Toträume innerhalb der Maske sind je nach Hersteller und Konstruktionsprinzip unterschiedlich in Anzahl und Gliederung.
Die Vollmaske ist die wesentliche Tauchmaskenform für das Berufstauchen, wird aber auch beim Technischen Tauchen, beim Eistauchen und Tauchen in verschmutzten oder kalten Gewässern sowie zunehmend auch von Sporttauchern verwendet. Ein Tauchen etwa in Kläranlagen ist ohne Helmtauchgerät oder Vollgesichtsmaske unmöglich.
Die bereits früh entwickelten Vollmasken sind wahlweise und bis heute, technisch wie entwicklungsgeschichtlich:
- ein Umbau regulärer militärischer oder kommerzieller Gasmasken,
- eine größere Version der regulären Tauchermaske mit seitlich angebrachtem Atemregler,
- eine Abart der modernen leichten Taucherhelme, als Vollgesichtsmaske mit starrem Vorderteil und multipler, eher grober Bänderung bzw. Spinne,
- Eigenkonstruktionen bzw. Abarten und Mischformen der vorherigen drei Punkte.

Das Tauchgerät Rouquayrol-Denayrouze konnte ab 1864/65 mit Vollmaske verwendet werden. Dieses dürfte die erste Anwendung dieser Maskenbauart gewesen sein, die auch kommerziell ein Erfolg war.
Eine Episode in der technischen Entwicklung blieb die Vollgesichts-Schnorchelmaske. Hierbei handelte es sich um eine Tauchermaske, die das gesamte Gesicht bedeckte, an die aber statt eines Atemreglers ein oder sogar zwei Schnorchel fest montiert waren. Wegen des großen Totraums bestand hier eine große Gefahr der Pendelatmung, die zur Ohnmacht des Trägers führen konnte. In jüngerer Vergangenheit brachte die Firma Tribord erneut eine Vollgesichts-Schnorchelmaske auf den Markt und vertrieb sie über den Sportartikelhersteller und -händler Decathlon. Mittlerweile wurden die Schnorchelmasken mehrfach weiterentwickelt und werden unter dem Namen SUBEA von Decathlon verkauft. Auch zahlreiche andere Anbieter haben ähnliche Produkte in ihr Sortiment aufgenommen.